# Missing You (canción de John Waite)
«Missing You» (en español: «Extrañándote») es una power ballad escrita e interpretada por el cantautor y músico inglés John Waite. Fue publicada por la empresa discográfica EMI America Records el 11 de junio de 1984 como el sencillo principal de su segundo álbum de estudio No Brakes (1984). La canción ocupó la posición n°. 1 en el Billboard Hot 100 durante la semana del 22 de septiembre de 1984 y la posición n°. 9 en el UK Singles Chart (Lista de Sencillos del Reino Unido).
El cantante regrabó esta exitosa canción con la artista de country y bluegrass Alison Krauss cuya versión se incluyó en el álbum A Hundred Miles or More: A Collection, y emitida por primera vez en una emisora de radio country en 2007. Esta versión ocupó el puesto n°34 en el Hot Country Songs. La versión original apareció en las películas Selena (1997) y Warm Bodies (2013), en el videojuego Grand Theft Auto: Vice City y en la serie de televisión Miami Vice (en el episodio Heart of Darkness, originalmente emitido el 28 de septiembre de 1984) 
En 1996 Tina Turner grabaría una versión para su álbum Wildest Dreams.

## Versiones y mixes
- Versión del álbum – 4:24
- Versión del sencillo – 4:03
- Edición de radio – 3:30
- Extended version – 6:59 (Mix y edición hechos por John Luongo).

## Listas de popularidad
| Lista (1984)                                 | Posiciones |
| -------------------------------------------- | ---------- |
| Canadian RPM Top Singles                     | 1          |
| German Singles Chart                         | 13         |
| Irish Singles Chart                          | 6          |
| UK Singles Chart                             | 9          |
| U.S. Billboard Hot 100                       | 1          |
| U.S. Billboard Hot Adult Contemporary Tracks | 7          |
| U.S. Billboard Hot Dance Club Play           | 27         |
| U.S. Billboard Top Rock Tracks               | 1          |

- Datos: Q866186